# Mx-магнитометр
Mx-магнитометр — наиболее распространённый вид оптического квантового магнитометра, работающего на парах щелочных металлов (цезия, рубидия, калия).

## Принцип работы

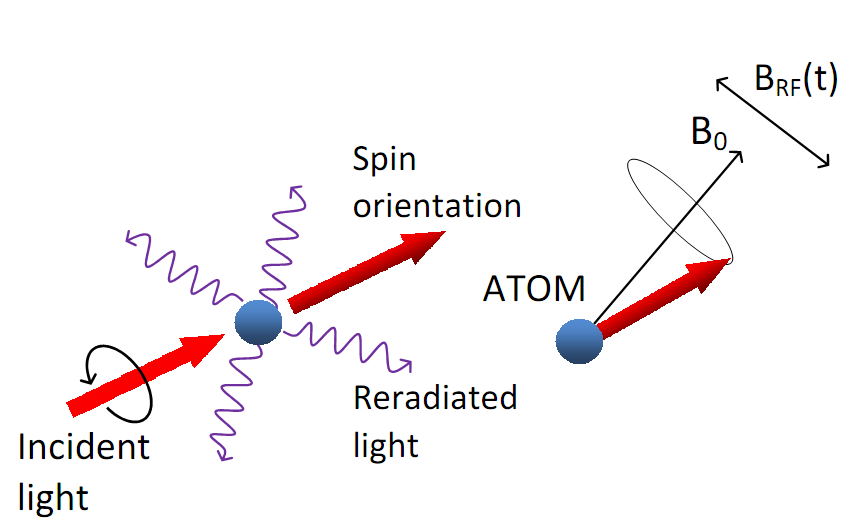
Переизлучение света атомом и создание его поляризации
Падающий свет круговой поляризации возбуждает атом из основного состояние в возбужденное.
Полученная атомом энергия расходуется в виде переизлученного спонтанного света и на создание макроскопического спина, который прецессирует вокруг магнитного поля

При комнатной температуре тепловая энергия {\displaystyle kT} атомов намного больше разницы энергий {\displaystyle \Delta E} основного состояния — {\displaystyle (kT\gg \Delta E)}, поэтому согласно распределению Больцмана населённости всех уровней одинаковы, см. схему атомов рубидия Rb87. При взаимодействии атомов с оптическим полем круговой поляризации {\displaystyle \sigma ^{+}} в атомном газе создается неравновесное распределение населённости атомов по зеемановским подуровням основных состояний. В результате атомный газ поляризуется и у него появляется магнитный момент {\displaystyle \mu }.

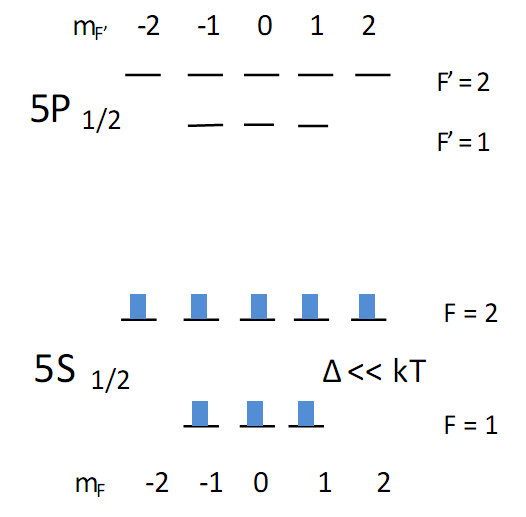
Структура уровней D1 Линии рубидия
— Основное и возбужденное состояния рубидия
Синии прямоугольники показывают распределение населённостей на разных зеемановских подуровнях.

Известно, что магнитный момент, помещённый в постоянное магнитное поле {\displaystyle B_{o}} начинает прецессировать с частотой {\displaystyle \omega _{L}=\gamma B_{o}}. Такое поведение {\displaystyle \mu } описывается уравнениями Блоха.

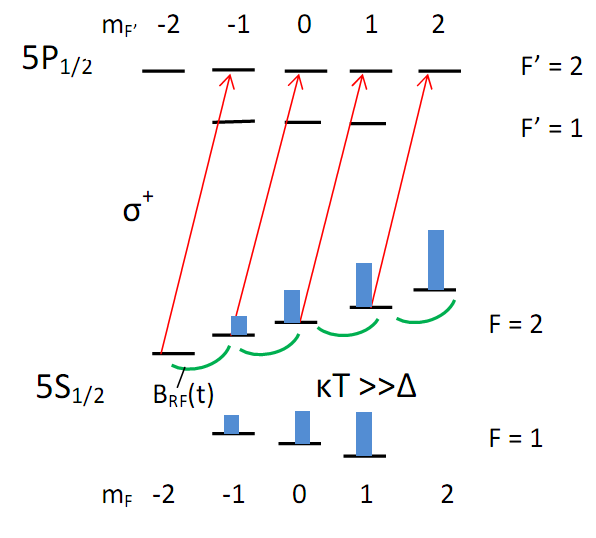
Поляризация D1 линии Rb87 циркулярно поляризованным светом.
Красные стрелки — резонансный свет круговой поляризации, длина волны 794,5 нм.
Синие прямоугольники показывают распределение населенностей на разных зеемановских подуровнях.
Зеленые кривые — действие радиочастотного поля

В Мх-магнитометре лазерный луч распространяется под углом 45 градусов по отношению к направлению измеряемому магнитному полю {\displaystyle B_{o}}. Кроме поля {\displaystyle B_{o}}, перпендикулярно к нему приложено также небольшое осциллирующее поле {\displaystyle B_{RF}(t)}.
Это поле {\displaystyle B_{RF}(t)} навязывает фазу прецессирующих вокруг поля Во на частоте {\displaystyle \omega _{L}} магнитного момента атомов (спинов). Проекция магнитного момента на направление распространения света прецессирующей поляризации будет оставаться постоянной до момента включения поля {\displaystyle B_{RF}(t)}. Включение этого поля приведёт к изменению населённости между зеемановскими подуровнями и, как следствие, это поле вызовет модуляцию поглощения проекции магнитного момента {\displaystyle B_{1}}, которое
регистрируется фотодетектором, затем усиливается, фазовращателем корректируется фаза сигнала, и подаётся на радиочастотную катушку. Таким образом создается петля положительной обратной связи. Подобрав фазу сигнала добиваются генерации поля на частоте Ларморовской прецессии {\displaystyle \omega _{L}}. Эта частота измеряется с помощью частотомера и по её величине определяют величину магнитного поля.

### Чувствительность магнитометра
Чувствительность магнитометра {\displaystyle \delta B} определяется соотношением:
{\displaystyle \delta B={\frac {\kappa }{\gamma }}{\frac {N\Gamma }{S}},}
где {\displaystyle \Gamma } — ширина магнитного резонанса,
{\displaystyle S} — его амплитуда,
{\displaystyle \gamma } — гиромагнитное отношение,
{\displaystyle N} — среднеквадратичный уровень шумов, усредненных за время {\displaystyle \tau },
{\displaystyle \kappa } — форм-фактор резонанса приблизительно равный 1.
В случае преобладания дробовых шумов в фототоке детектора эта формула принимает вид:
{\displaystyle \delta B^{short}=\kappa {\frac {\Gamma }{\gamma }}{\frac {\rho }{S}}{\frac {1}{\sqrt {2\pi \tau }}},}
где {\displaystyle \rho } — плотность дробового шума.
В случае преобладания квантовых шумов в фототоке детектора она выглядит так:
{\displaystyle \delta B^{quant}={\frac {1}{\gamma }}{\frac {1}{\sqrt {N_{a}{T_{2}}\tau }}},}
где {\displaystyle T_{2}} — поперечное время релаксации поляризации атома.

Энергия зеемановских подуровней в зависимости от величины магнитного поля (зависимость Брета — Раби)

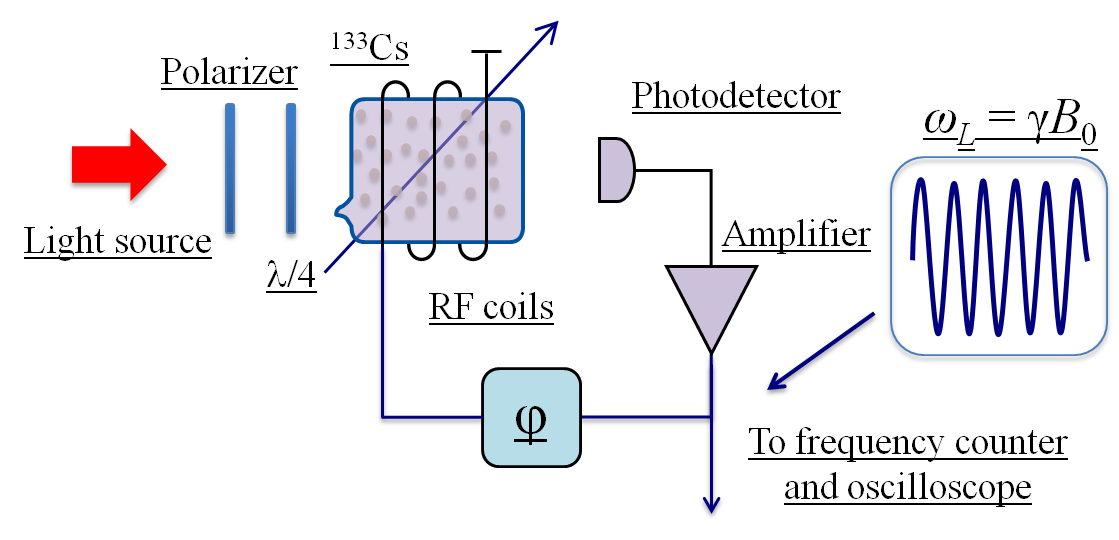
Мх-спиновый магнитометр

Резонансный свет лазера (Light source) накачивает
атомы на уровни основного состояния {\displaystyle 5S_{1/2},F=2}. Линейную поляризацию света лазера с помощью фазовой пластины {\displaystyle \lambda /4} превращают в круговую {\displaystyle \sigma ^{+}}. Благодаря этому неравновесная населенность зеемановских подуровней аккумулируется на уровнях с большой проекцией момента {\displaystyle m_{F}}. Вектор распространения света и направление измеряемого магнитного поля {\displaystyle B_{o}} повёрнуты относительно друг друга на угол 45 градусов (синяя стрелка).
Перпендикулярно полю {\displaystyle B_{o}} включается радиочастотное поле {\displaystyle B_{RF}(t)}.
Пропускание прошедшего через ячейку света модулируется этим полем и регистрируется фотодиодом.
Модуляция света полем {\displaystyle B_{RF}(t)} происходит благодаря двум процессам: за счёт изменения поглощения из-за переноса населённости с одного зеемановского подуровня на другой и благодаря модуляции вероятности взаимодействия света с атомом за счёт создания между ними квантовой когерентности.
Ширина резонанса определяется различными релаксационными процессами:
- столкновениями со стенками ячейки, с молекулами буферных газов, и  столкновениями атом-атом;
- полевым уширением, вызываемым как оптическим, так и радиочастотным полями;
- конечным временем взаимодействия с оптическим полем, определяемым пролётом атомов через сечение оптического пучка.